# Constante kromming
In de differentiaalmeetkunde, een deelgebied van de wiskunde, is constante kromming een concept dat het meest algemeen op oppervlakken wordt toegepast. Voor oppervlakken is de scalaire kromming een enkel getal dat de lokale meetkunde bepaalt en constant betekent dat de kromming op alle punten hetzelfde is. De eerste voorbeelden van oppervlaken met een constante kromming zijn de cirkel en de sfeer.
De standaard oppervlakmeetkunden van constante kromming zijn de elliptische meetkunde, of bolmeetkunde, die een positieve kromming heeft, de euclidische meetkunde, die geen kromming heeft en de hyperbolische meetkunde of pseudosfeermeetkunde, die een negatieve kromming heeft. Aangezien riemann-oppervlakken als van een constante kromming kunnen worden beschouwd, is er voor een negatieve kromming een groot aantal andere voorbeelden.
Voor hogerdimensionale variëteiten beschouwt men constante kromming meestal als een constante sectiekromming en een complete variëteit van deze soort wordt wel een ruimtevorm genoemd. Zoals in het geval van oppervlakken, zijn er drie types van meetkunden: elliptisch, vlak of hyperbolisch al naargelang de kromming positief, nul of negatief is. De universele overdekking van een variëteit met een constante sectiekromming is een van de modelruimten: sfeer, euclidische ruimte of hyperbolische ruimte. De studie van ruimtevormen is dus een vorm van kristallografie.